# ثجر (خنفر)

تعديل مصدري - تعديل

ثجر هي إحدى قرى عزلة جعار بمديرية خنفر التابعة لمحافظة أبين، بلغ تعداد سكانها 96 نسمة حسب تعداد اليمن لعام 2004.